# Teatro Valle

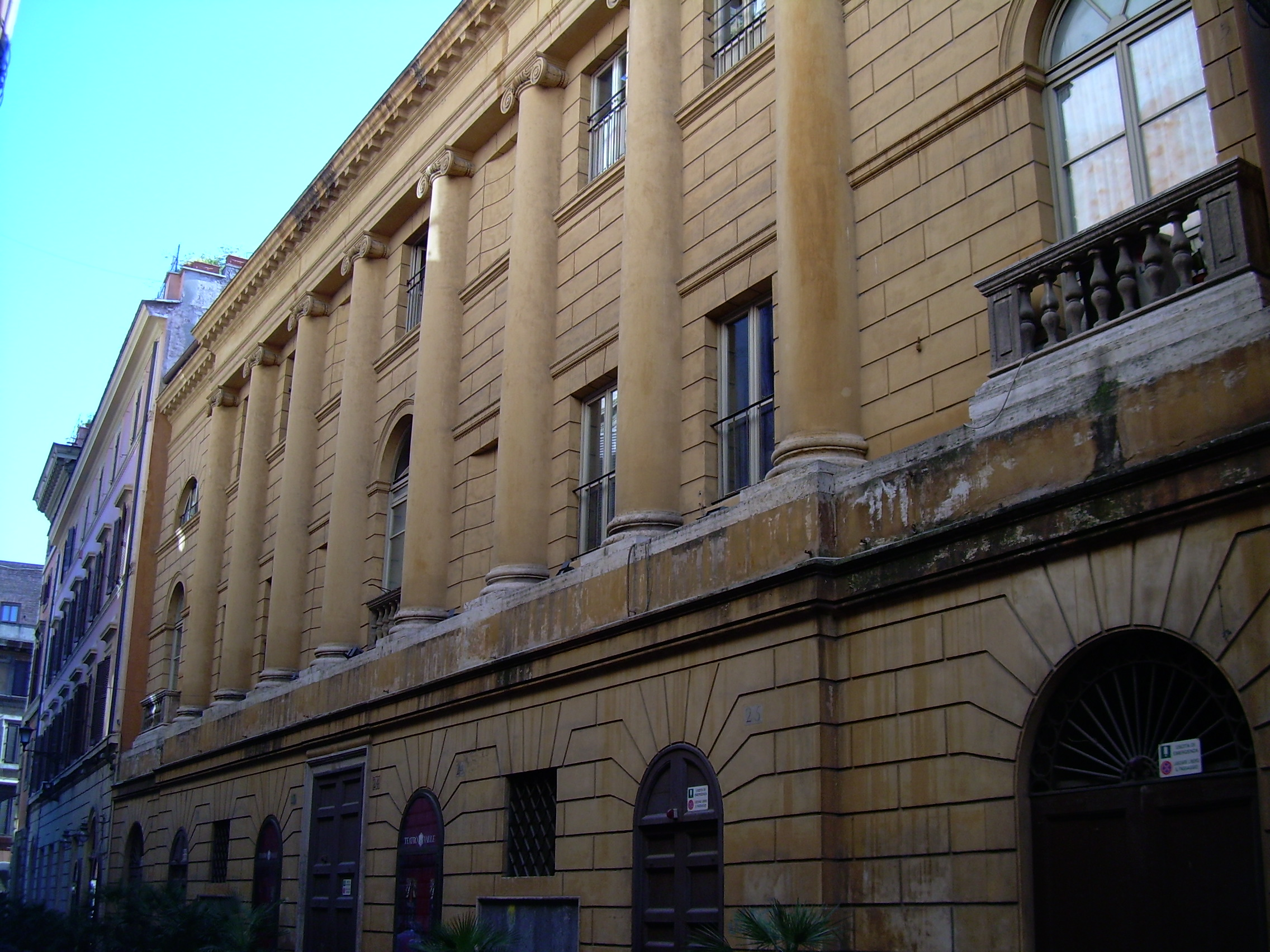
Teatro Valle

Das Teatro Valle steht im Rione Sant’Eustachio in Rom und ist als ältestes Theater der Hauptstadt noch immer in Betrieb.
Es wurde 1726 vom Architekten Tommaso Morelli im Auftrag der Familie Capranica konzipiert. Es eröffnete mit der Inszenierung der Tragödie Matilde von Simon Falconio Pratola am 7. Januar 1727.
Nachdem das Haus 1730 eine Saison der Opera seria widmete, wurde die Bespielung in der zweiten Hälfte des achtzehnten Jahrhunderts primär auf Dramen in Prosa, sowie Intermezzi und komische Opern begrenzt. Es wurden vor allem Opere buffe von Baldassare Galuppi, Niccolò Piccinni (zehn Opern), Pasquale Anfossi, Antonio Sacchini, Giovanni Paisiello, Pietro Alessandro Guglielmi, Pietro Carlo Guglielmi und Domenico Cimarosa (zwölf Opern) dargeboten. Im Jahre 1782 war es das einzige Theater in Rom, 1786 wurde sowohl im Frühling als auch Herbst und während der Karnevalszeit je eine Oper dargeboten.
Während des neunzehnten Jahrhunderts, waren im Teatro Valle regelmäßig Opere buffe und Semiserie vertreten. Eine Reihe von Opern dieser Zeit wurden im Teatro Valle uraufgeführt, darunter Demetrio e Polibio (1812), Torvaldo e Dorliska (1815), und La Cenerentola (1817) von Gioachino Rossini; Il geloso ravveduto von Saverio Mercadante; L’ajo nell’imbarazzo (1824), Olivo e Pasquale (1827), Il furioso all’isola di San Domingo (1833), und Torquato Tasso (1833) von Gaetano Donizetti; La gioventù di Enrico V (1820) von Giovanni Pacini; L’orfana di Ginevra (1829), Il sonnambulo (1829), und Chi dura vince (1834) von Luigi Ricci, wie auch viele weniger bekannte Werke von lokalen Komponisten.
Die Anzahl der Sitze des Teatro Valle bestand zunächst aus fünf Rängen mit 27 Logen. Es wurde 1765 durch Mauro Fontana renoviert und 1791 erneut renoviert. 1821 wurde das Theater nach einem Entwurf Valadier von Salvi fertiggestellt und im Jahre 1845 wurde eine Fassade – von Gaspare Servi entworfen – hinzugebaut. Heute enthält es vier Ränge Logen und eine Galerie.
Seit Mitte des 19. Jahrhunderts wurden im Teatro Valle nur mehr gesprochene Stücke gespielt. Luigi Pirandellos Schauspiel Sechs Personen suchen einen Autor wurde in diesem Theater 1921 uraufgeführt.
Die staatliche Subvention des Theaters wurde 2010 eingestellt, wie bei vielen anderen öffentlich unterstützten Ensembles auch. Als im Juni 2011 zu befürchten war, dass das Theater seine Unabhängigkeit verlieren und kommerziell privatisiert werden sollte, wurde das Gebäude von einer Gruppe Aktivisten (Schauspielern, Musikern, Regisseuren und Technischem Personal) besetzt. Die Okkupation wurde bis 2014 fortgesetzt.